# 宁波市镇海中学
29°57′25″N 121°42′56″E / 29.956838°N 121.715579°E
宁波市镇海中学，又稱浙江省镇海中学，简称镇中，是中华人民共和国浙江省一所中学。学校位于宁波市镇海区招宝山街道，甬江口北岸，临近东海。

## 校史
镇海中学原名镇海县中学堂，由清翰林院编修盛炳纬创办于1911年（宣统三年）。创办之时，正值满清政府兴学堂、废科举。当时，盛炳纬一方面从上海、汉口等地镇海同乡募集建校资金，另一方面，通过镇海县知事选拔曹位康等6位青年赴日本公费留学，以备学校师资。1911年，在梓荫山南侧建成镇海中学堂，1912年学校改名为镇海县中学校，并正式招生。
中华民国成立后一段时间曾经改为商校。抗日战争爆发之后，学校一度四处迁移，其间曾经改为私立学校，1944年改为镇海县立中学，次年搬迁至位于镇海孔庙的校址。1956年与私立辛成中学合并为完全中学。1995年成为浙江省第一所一级重点中学。镇海中学在2016年中国内地高中美国留学排行榜上位居第27。

## 设施
镇海中学学校面积约80000平方米，学校建筑面积约42000平方米。校门口悬挂有“浙江省镇海中学”匾额，为郭沫若亲笔手书。
镇海中学教学设施极为现代化，拥有高速大容量的校园网络。普通教室、物理、化学、生物实验室设施齐全，均配备有多媒体教学平台。教师每人配备电脑。图书馆藏书丰富。拥有室内冷暖水游泳池，体艺馆楼顶设有网球场。室内篮球场亦设施先进齐全，曾承办多次国家级篮球比赛。拥有400米标准塑胶跑道。学校并建有占地约50亩的农业科技实验园地。在百年校庆来临之际，学校对大部分建筑都进行了翻新。

## 奖学金
籍贯镇海的日本实业家傅在源先生在镇海中学设有“富的鎮中基金”。学校也会给成绩优异的同学颁发奖学金。

## 分校
- 鎮海中學南潯分校

## 姐妹學校
2016年12月，浙江省鎮海中學與香港保良局胡忠中學締結姊妹學校。

## 古迹

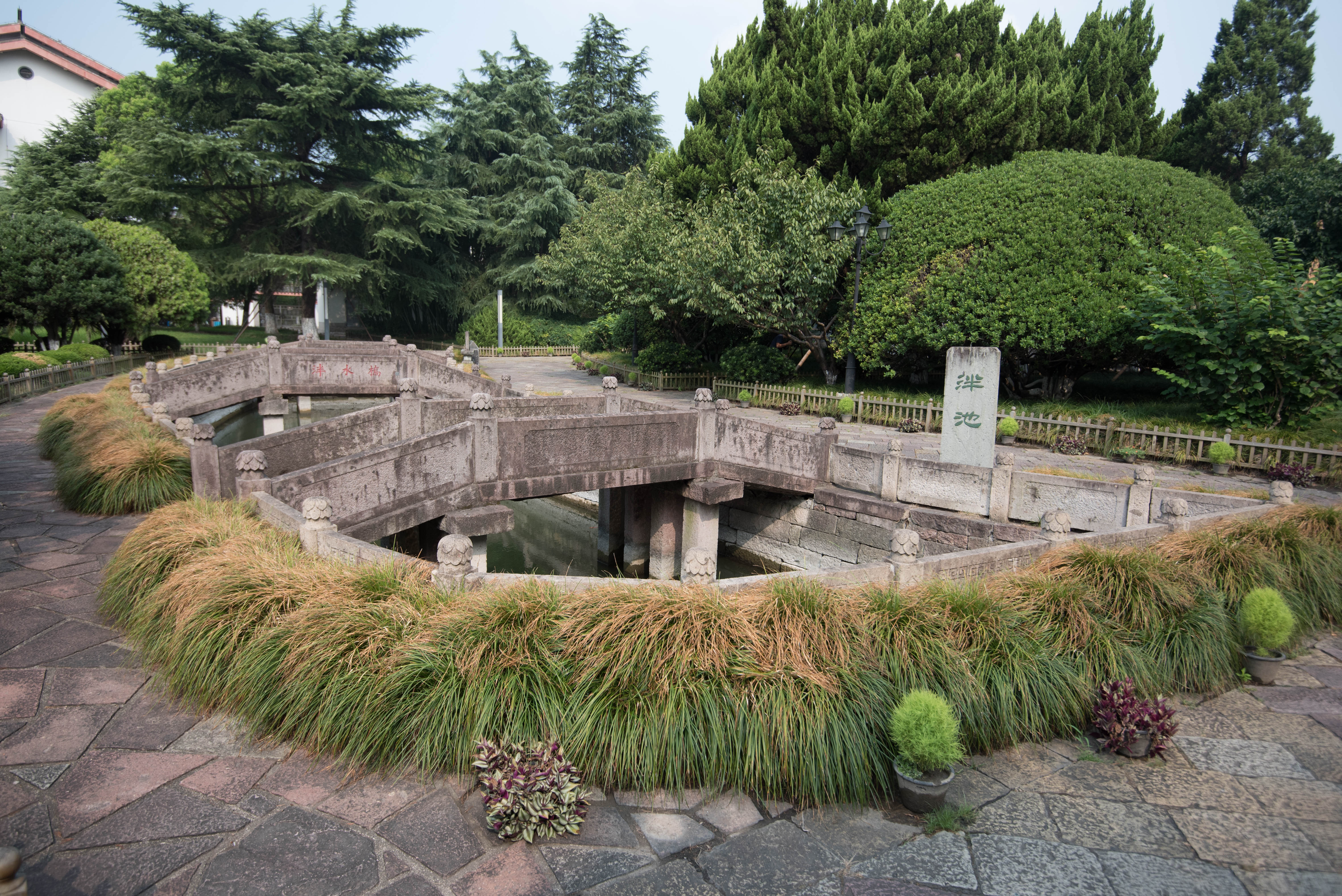
泮池（裕谦殉难处）

镇海中学校园内外并有大量历史文化遗迹，据统计多达十余处。其中随其他镇海口海防设施被纳入第四批全国重点文物保护单位镇海口海防遗址的有：
- 吴公纪功碑亭
- 俞大猷生祠碑记
- 泮池（裕谦殉难处）

校内还有：
- 朱枫故居（浙江省文物保护单位）
- 梓荫山摩崖石刻（宁波市文物保护单位）
- 蛟川书院牌坊（镇海区文物保护单位）
- 大成殿（镇海区文物保护单位），太平天国时期
- 小成殿，太平天国时期
- 镇海关抗击法国侵略军海战胜利纪念碑亭，清朝末年
- 渡海三将军立像，清朝
- 古炮台

## 竞赛成绩
2006年，镇海中学高二学子沈才立代表中国队参加在斯洛文尼亚首都卢布尔雅那举行的第47届国际数学奥林匹克竞赛，获得金牌，实现了浙江省数奥金牌零的突破。2007年，沈才立以全国第一的成绩再次入选中国国家队，参加了在越南河内举行的第48届国际数学奥林匹克竞赛，再次夺得金牌。
中国东南地区数学奥林匹克竞赛（闽浙赣三省+香港、上海、广东等地的代表队），至2007年，镇海中学已连续四届获得团体总分冠军和个人冠军。

## 著名校友
政军界：
- 孙建国

工程科学界：
- 林芳华
- 李志坚
- 贺贤土
- 沈自尹
- 胡西园
- 施展
- 张和祺
- 周永元

文史哲：
- 於梨华